# 以自我為中心！
《以自我為中心！》（日语：／ Jikochū de iko */?）是日本女子偶像組合乃木坂46的第21張單曲，2018年8月8日由N46Div.發售。該單曲的同名標題曲由秋元康作詞，Nazca作曲，Center（中心成員）由齋藤飛鳥擔任。

## 概要
單曲分為Type A、Type B、Type C、Type D和通常版，總共五個版本。本作距前作《同步巧合》發行相隔約3個半月。
乃木坂46的第21張單曲發行訊息於2018年6月17日播出的「乃木坂工事中」（愛知電視台）的尾聲公布，7月2日播出的節目中公布選拔成員。7月8日於明治神宮棒球場與秩父宮橄欖球場同步舉辦的「乃木坂46 6th YEAR BIRTHDAY LIVE」首度演唱同名標題曲「以自我為中心！」及B面曲「三角空地」。7月12日公布本作全部收錄歌曲，本作標題曲的電視首演於7月14日的「音樂日」（TBS電視台联播网）中播出。

## 封面及封底寫真
參與拍攝的成員列於下表中。
| Type-A 封面 | 西野七瀨、齋藤飛鳥、白石麻衣                                         |
| Type-B 封面 | 大園桃子、與田祐希、生田繪梨花                                       |
| Type-C 封面 | 堀未央奈、山下美月、岩本蓮加                                         |
| Type-D 封面 | 松村沙友理、衛藤美彩、梅澤美波、秋元真夏、櫻井玲香                   |
| 通常盤 封面 | 高山一實、齊藤優里、若月佑美、井上小百合、新内眞衣、鈴木絢音、星野南 |

本作封面寫真以「圖像化的夏季時尚照」為設計理念，7月初於東京都内的攝影棚拍攝。攝影棚裡以夏季為聯想，設置了冰淇淋、西瓜、游泳圈、海灘球等多種大型美術道具，成員們在歡樂的氣氛中進行拍攝。由廣告拍攝業界頗為活躍的攝影師高梨遼平掌鏡。

## MV
以自我為中心！
導演：中村太洸
標題曲「以自我為中心！」MV於越南峴港市中心拍攝，也是组合首支於海外拍攝的MV。由於越南機車數量眾多，進而影響到拍攝進度，時常得等待機車車流量較少時才能繼續拍攝工作。在越南外交部的全面協助下，拍攝團隊得以在越南的世界遺產景點美山聖地進行拍攝。MV中夜景的煙火，是將當地實際舉行的煙火表演如實收錄。由Acchan（松岡篤志）負責編舞。
空扉
導演：伊藤衆人
全版本B面曲「空扉」MV於2018年6月中旬於茨城縣筑波市的筑波宇宙中心（宇宙航空研究開發機構）與筑波展覽中心拍攝。MV以對宇宙的一切充滿好奇及憧憬的女孩的日常生活為故事主軸。
三角空地
導演：月田茂
由Under成員演唱的「三角空地」MV於2018年6月下旬在神奈川縣橫濱市拍攝。小時後即隨家人搬離老家的中田花奈，回到自昭和時代開設至今，現即將結束營業的舞廳，在這充滿回憶的的場地中跳起最後一支舞。MV中的舞蹈及成員服裝皆充滿昭和時代的復古感。由CRE8BOY負責編舞。
心的獨白
導演：英勉
由白石麻衣、西野七瀬演唱的「心的獨白」MV為2017年乃木坂46成員演出的電影《薙刀社青春日記》的導演暨編劇英勉的MV導演處女作，拍攝團隊亦為該片製作團隊的原班人馬。「兩人之戰」為MV故事主軸。
如果地球是圓的
導演：沖田修一
大園桃子、齋藤飛鳥及與田祐希演唱的「如果地球是圓的」MV於神奈川縣鎌倉市拍攝。3人角色設定為自東京到鎌倉參加校外旅行的高中生，以在鎌倉旅行的所見所聞為故事主軸。由於MV中劇情需要，有多場用餐的戲份，成員在拍攝前一天須控制自己的食量。

## 媒體使用歌曲
空扉
動畫電影「劇場版七大罪：天空的囚人」主題曲。
我喜歡過你，但是…
日本電視台联播网「第38屆全國高中猜謎王大賽2018」应援曲。

## 歌曲列表

### Type-A
| CD   | CD                            | CD     | CD                            | CD               |
| 曲序 | 曲目                          |        | 作曲                          | 編曲             |
| ---- | ----------------------------- | ------ | ----------------------------- | ---------------- |
| 1.   | 以自我為中心！                | 秋元康 | Nazca                         | 野中「MASA」雄一 |
| 2.   | 空扉                          | 秋元康 | FURUTA／Dr.Lilcom             | Dr.Lilcom        |
| 3.   | 三角空地                      | 秋元康 | Hiroki Sagawa／Yasutaka.Ishio | Yasutaka.Ishio   |
| 4.   | 以自我為中心！ off vocal ver. |        | Nazca                         | 野中「MASA」雄一 |
| 5.   | 空扉 off vocal ver.           |        | FURUTA／Dr.Lilcom             | Dr.Lilcom        |
| 6.   | 三角空地 off vocal ver.       |        | Hiroki Sagawa／Yasutaka.Ishio | Yasutaka.Ishio   |

| DVD  | DVD                           | DVD      |
| 曲序 | 曲目                          | 導演     |
| ---- | ----------------------------- | -------- |
| 1.   | 以自我為中心！ Music Video    | 中村太洸 |
| 2.   | 三角空地 Music Video          | 月田茂   |
| 3.   | 乃木坂仕事中 -主打歌MV的仕事- |          |
| 4.   | 乃木坂仕事中 -旁白的仕事-     |          |
| 5.   | 乃木坂仕事中 -電視節目的仕事- |          |

### Type-B
| CD   | CD                            | CD     | CD                | CD               |
| 曲序 | 曲目                          |        | 作曲              | 編曲             |
| ---- | ----------------------------- | ------ | ----------------- | ---------------- |
| 1.   | 以自我為中心！                | 秋元康 | Nazca             | 野中「MASA」雄一 |
| 2.   | 空扉                          | 秋元康 | FURUTA／Dr.Lilcom | Dr.Lilcom        |
| 3.   | 感覺不像自己                  | 秋元康 | 築田格            | 築田格           |
| 4.   | 以自我為中心！ off vocal ver. |        | Nazca             | 野中「MASA」雄一 |
| 5.   | 空扉 off vocal ver.           |        | FURUTA／Dr.Lilcom | Dr.Lilcom        |
| 6.   | 感覺不像自己 off vocal ver.   |        | 築田格            | 築田格           |

| DVD  | DVD                           | DVD      |
| 曲序 | 曲目                          | 導演     |
| ---- | ----------------------------- | -------- |
| 1.   | 以自我為中心！ Music Video    | 中村太洸 |
| 2.   | 空扉 Music Video              | 伊藤衆人 |
| 3.   | 乃木坂仕事中 -B面曲MV的仕事-  |          |
| 4.   | 乃木坂仕事中 -舞台的仕事-     |          |
| 5.   | 乃木坂仕事中 -寫真拍攝的仕事- |          |

### Type-C
| CD   | CD                            | CD     | CD                | CD               |
| 曲序 | 曲目                          |        | 作曲              | 編曲             |
| ---- | ----------------------------- | ------ | ----------------- | ---------------- |
| 1.   | 以自我為中心！                | 秋元康 | Nazca             | 野中「MASA」雄一 |
| 2.   | 空扉                          | 秋元康 | FURUTA／Dr.Lilcom | Dr.Lilcom        |
| 3.   | 心的獨白                      | 秋元康 | 白石紗澄李        | 白石紗澄李       |
| 4.   | 以自我為中心！ off vocal ver. |        | Nazca             | 野中「MASA」雄一 |
| 5.   | 空扉 off vocal ver.           |        | FURUTA／Dr.Lilcom | Dr.Lilcom        |
| 6.   | 心的獨白 off vocal ver.       |        | 白石紗澄李        | 白石紗澄李       |

| DVD  | DVD                         | DVD      |
| 曲序 | 曲目                        | 導演     |
| ---- | --------------------------- | -------- |
| 1.   | 以自我為中心！ Music Video  | 中村太洸 |
| 2.   | 心的獨白 Music Video        | 英勉     |
| 3.   | 乃木坂仕事中 -模特兒的仕事- |          |
| 4.   | 乃木坂仕事中 -電台的仕事-   |          |
| 5.   | 乃木坂仕事中 -活動的仕事-   |          |

### Type-D
| CD   | CD                            | CD     | CD                | CD               |
| 曲序 | 曲目                          |        | 作曲              | 編曲             |
| ---- | ----------------------------- | ------ | ----------------- | ---------------- |
| 1.   | 以自我為中心！                | 秋元康 | Nazca             | 野中「MASA」雄一 |
| 2.   | 空扉                          | 秋元康 | FURUTA／Dr.Lilcom | Dr.Lilcom        |
| 3.   | 如果地球是圓的                | 秋元康 | 山下孝之          | 山下孝之         |
| 4.   | 以自我為中心！ off vocal ver. |        | Nazca             | 野中「MASA」雄一 |
| 5.   | 空扉 off vocal ver.           |        | FURUTA／Dr.Lilcom | Dr.Lilcom        |
| 6.   | 如果地球是圓的 off vocal ver. |        | 山下孝之          | 山下孝之         |

| DVD  | DVD                           | DVD      |
| 曲序 | 曲目                          | 導演     |
| ---- | ----------------------------- | -------- |
| 1.   | 以自我為中心！ Music Video    | 中村太洸 |
| 2.   | 如果地球是圓的 Music Video    | 沖田修一 |
| 3.   | 乃木坂仕事中 -記者會的仕事-   |          |
| 4.   | 乃木坂仕事中 -歌唱節目的仕事- |          |
| 5.   | 乃木坂仕事中 -廣告的仕事-     |          |

### 通常盤
| CD   | CD                               | CD     | CD                | CD               |
| 曲序 | 曲目                             |        | 作曲              | 編曲             |
| ---- | -------------------------------- | ------ | ----------------- | ---------------- |
| 1.   | 以自我為中心！                   | 秋元康 | Nazca             | 野中「MASA」雄一 |
| 2.   | 空扉                             | 秋元康 | FURUTA／Dr.Lilcom | Dr.Lilcom        |
| 3.   | 我喜歡過你，但是…                | 秋元康 | 木下愛音          | 木下愛音         |
| 4.   | 以自我為中心！ off vocal ver.    |        | Nazca             | 野中「MASA」雄一 |
| 5.   | 空扉 off vocal ver.              |        | FURUTA／Dr.Lilcom | Dr.Lilcom        |
| 6.   | 我喜歡過你，但是… off vocal ver. |        | 木下愛音          | 木下愛音         |

## 選抜成員

### 以自我為中心！
（中心成員：齋藤飛鳥）
- 第三排：高山一實、齊藤優里、若月佑美、鈴木絢音、星野南、新内眞衣、井上小百合[1]
- 第二排：秋元真夏、衛藤美彩、大園桃子、梅澤美波、岩本蓮加、松村沙友理、櫻井玲香[1]
- 第一排：生田繪梨花、與田祐希、西野七瀨、齋藤飛鳥、白石麻衣、堀未央奈、山下美月[1]

選拔成員與前作一樣同為21人，第一排與第二排與前作一樣，由14人的「十四福神」組成。中心成員齋藤飛鳥是繼第15張單曲《赤腳Summer》以來，相隔6張單曲後再度單獨擔任中心成員。此次為2期生鈴木絢音加入團體的5年來首度入選為選拔成員，3期生岩本蓮加、梅澤美波皆為首次入選選抜成員，同時也是首度進入福神行列。齊藤優里是繼《及時行事》以來重回選拔成員行列。除了於前作發行後畢業的生駒里奈與暫停活動中的久保史緒里，寺田蘭世與樋口日奈此次沒有進入選拔成員行列。

### 空扉
（中心成員：梅澤美波）
- 秋元真夏、生田繪梨花、井上小百合、岩本蓮加、梅澤美波、衛藤美彩、大園桃子、齊藤優里、白石麻衣、新内眞衣、鈴木絢音、高山一實、西野七瀨、星野南、松村沙友理、山下美月、與田祐希

梅澤美波首度擔任中心成員。

### 三角空地
（中心成員：中田花奈）
- 伊藤卡琳、伊藤純奈、伊藤理理杏、川後陽菜、北野日奈子、阪口珠美、佐佐木琴子、佐藤楓、寺田蘭世、中田花奈、中村麗乃、能條愛未、樋口日奈、向井葉月、山崎怜奈、吉田綾乃克莉絲蒂、渡邊米麗愛、和田真彩[3]

中田花奈是繼第4張單曲《制服模特兒》收錄的Under曲「春天的旋律」約5年半以來再度擔任Under曲的中心成員。

### 感覺不像自己
（中心成員：山下美月）
- 伊藤理理杏、岩本蓮加、梅澤美波、大園桃子、阪口珠美、佐藤楓、中村麗乃、向井葉月、山下美月、吉田綾乃克莉絲蒂、與田祐希

3期生演唱曲（久保史緒里因暫停活動而未錄製本曲）。

### 心的獨白
- 白石麻衣、西野七瀨

### 如果地球是圓的
- 大園桃子、齋藤飛鳥、與田祐希

### 我喜歡過你，但是…
- 秋元真夏、生田繪梨花、井上小百合、岩本蓮加、梅澤美波、衛藤美彩、大園桃子、齋藤飛鳥、齊藤優里、桜井玲香、白石麻衣、新内眞衣、鈴木絢音、高山一實、西野七瀨、星野南、堀未央奈、松村沙友理、山下美月、與田祐希、若月佑美

演唱成員同標題曲選拔成員。

## 外部連結
- 乃木坂46官方網站（日語）
  - Type-A （页面存档备份，存于）
  - Type-B （页面存档备份，存于）
  - Type-C （页面存档备份，存于）
  - Type-D （页面存档备份，存于）
  - 通常盤 （页面存档备份，存于）
- 音樂錄影帶（日語）
  - YouTube上的乃木坂46 「以自我為中心！」（2018年7月19日）
  - YouTube上的乃木坂46 「空扉」Short Ver.（2018年8月8日）
  - YouTube上的乃木坂46 「三角空地」Short Ver.（2018年8月8日）
  - YouTube上的乃木坂46 「心的獨白」Short Ver.（2018年8月8日）
  - YouTube上的乃木坂46 「如果地球是圓的」Short Ver.（2018年8月8日）
- 音樂錄影帶（繁體中文）
  - YouTube上的乃木坂46／以自我為中心！（完整中文字幕MV）（2018年8月9日）
- 特典影片精華（日語）
  - YouTube上的乃木坂46第21張單曲「以自我為中心！」特典影片「乃木坂仕事中」預告篇（2018年8月1日）